# Villers-Saint-Frambourg
Villers-Saint-Frambourg är en kommun i departementet Oise i regionen Hauts-de-France i norra Frankrike. Kommunen ligger i kantonen Senlis som tillhör arrondissementet Senlis. År 2018 hade Villers-Saint-Frambourg 553 invånare.

## Befolkningsutveckling
Antalet invånare i kommunen Villers-Saint-Frambourg
| Referens: INSEE |